# グレッグ・オデン
グレゴリー・ウェイン・オデン・ジュニア（Gregory Wayne Oden Jr., 1988年1月22日 - ）はアメリカ合衆国ニューヨーク州バッファロー出身の元バスケットボール選手。ポジションはセンター。現在はオハイオ州立大学のスポーツチームである、オハイオステート・バッカイズでコーチを務めている。

## 経歴

### 生い立ち
ニューヨーク州バッファロー生まれのインディアナ州テレホートで育ちで、5歳からバスケットを始めた。その後インディアナポリスに転居するが、そこで後に高校と大学をともに過ごすマイク・コンリーと出会った。
高校はローレンスノース高校に進学。オデンとコンリー擁するローレンスノース高校はインディアナ州を代表する強豪校となり、2004年から3年連続で同州のタイトルを獲得、彼らが在学中の4年間の戦績は103勝7敗で2006年にはインディアナ州のチームとしては初めてUSAトゥデイ紙のランキング1位にランクされた。オデン個人は最終学年には22.1得点10.5リバウンド3.5ブロックのアベレージを残し、ネイスミス賞を獲得、マクドナルドアメリカンチームに選出され、ゲータレード選出の年間最優秀選手には2年連続で選ばれた。同賞を2年連続で獲得したのはオデンとレブロン・ジェームズだけであった。全国区となったオデンの名前はNBAのスカウトらの目にもとまり、彼が高校を卒業する2006年のNBAドラフトの目玉となるはずだったが、この年より高校生によるアーリーエントリーが不可能となったため、オデンはコンリーとともにオハイオ州立大学に進学した。
大学でのシーズン序盤は右手首の手術のため6試合を欠場し、復帰後も左手でフリースローを打つなど万全の状態とは言えなかったが、15.7得点9.6リバウンド3.3ブロックのアベレージを残し、ビッグ・テン・カンファレンスの新人王と年間最優秀守備選手賞を獲得、AP通信選出のオールアメリカンファーストチームにケビン・デュラントらとともに選ばれた。オデンとデュラントは同ファーストチームに選ばれた初の1年生となった。NCAAトーナメントでは16.1得点9.3リバウンド3.5ブロックのアベレージでチームを牽引し、決勝まで進出したがフロリダ大学に敗れた。2年生には進級せず2007年のNBAドラフトにアーリーエントリーした。

### NBA時代
2007年のNBAドラフトは前年のドラフトで高校から即アーリーエントリーすることが禁じられたこともあり、2003年のNBAドラフト以来の豊作の年となった。その中でオデンは前評判どおり全体1位指名でポートランド・トレイルブレイザーズに入団した。ジェイル(監獄)ブレイザーズと呼ばれるほど荒んだ状況だったブレイザーズは、このオフに問題の多かったエースザック・ランドルフをトレードに出し、前シーズン新人王のブランドン・ロイら若手選手を中心に再建を計ろうとしていた。オデンも中心選手として再建の柱となるはずだったが、開幕前の9月に行った検査手術で右膝の軟骨損傷が見つかり、回復に多くの時間を要するマイクロフラクチャー手術を行ったため、2007-08シーズンは全休した。
術後の経過は順調と報じられ、そして2008-09シーズンは開幕から先発出場を果たし、いよいよNBAキャリアをスタートさせた。11月19日のシカゴ・ブルズ戦はブレイザーズのホーム、ローズ・ガーデン・アリーナでの初めての試合だったため、客席からは喝采が送られ、地元ファンのオデンに対する期待の高さが窺い知れたが、しかしオデンはこのシーズンも膝の故障に苦しみ、21試合を欠場。時にダブルダブルを叩き出すなどその才能の片鱗を見せることはあったが、明らかな調整不足でスタミナがなく、さらにすぐにファウルトラブルに陥ってしまうため多くの出場時間を得られず、もう一人のセンター、ジョエル・プリジビラの活躍もあってシーズンが進んでいく毎に次第にフェードアウトしてしまい、ルーキーイヤーは平均21.5分の出場で8.9得点7.0リバウンドの成績となった。2007-08シーズンは丸々休んだため、このシーズンのオデンにも新人王の受賞資格があったが、新人王どころかオールルーキーチームの選考にも漏れ、全体1位指名のデビューとしては完全な期待外れに終わった。
2009-10シーズンでは開幕から21試合連続で先発出場し、平均23.9分11.1得点8.5リバウンド2.3ブロックと成長が見られたが、12月5日のヒューストン・ロケッツ戦で左膝の膝蓋骨を骨折し、またしても長期離脱、そのまま復帰すること無くシーズンを終えた。
2010-11シーズンも膝の手術のため全休することとなった。
2011-12シーズンも膝の手術で復帰の目処が立たず、遂に3月15日にトレイルブレイザーズから解雇された。
2013年8月2日、マイアミ・ヒートとの2年のミニマム(最低保証額)契約に合意し、2014年1月23日のニューオーリンズ・ペリカンズ戦で4シーズンぶりの復帰を果たしたが、相変わらず膝の状態は上向かず23試合の出場に留まり、シーズン終了後に契約を1年残して解雇された。

### 中国へ
2015年8月12日、CBAの江蘇ドラゴンズと契約した。

### 選手生活にピリオド
2016年10月、オデンは苦難続きの選手生活に区切りを付け、母校オハイオ州立大学のコーチを務めることが報じられた。

## プレースタイル
近年NBAで希少化しつつあるサイズとパワーを併せ持った本格派のセンターで、ディフェンスで特に存在感を発揮する7フッター。恵まれた肉体と瞬発力で大学時代にはリバウンドとブロックを量産した。ドラフト指名時は「10年に一人の逸材」「ティム・ダンカン以来の本格派ビッグマン」「ビル・ラッセル2世」など絶賛されていたが、相次ぐ膝の故障に見舞われて才能を発揮するに至らなかった。2007年ドラフトではオデンと並ぶ目玉選手で、全体2位でシアトル・スーパーソニックス（現・オクラホマシティ・サンダー）に指名されたケビン・デュラントが、2009-10シーズンに史上最年少でシーズン得点王、2013-14シーズンにシーズンMVPを獲得と期待通りの活躍を見せたことから、「デュラントを獲得していれば」という声も多かった。

## 個人成績

### NBA

#### レギュラーシーズン
| シーズン | チーム | GP  | GS | MPG  | FG%  | 3P% | FT%  | RPG | APG | SPG | BPG | PPG  |
| -------- | ------ | --- | -- | ---- | ---- | --- | ---- | --- | --- | --- | --- | ---- |
| 2008–09  | POR    | 61  | 39 | 21.5 | .564 | —   | .637 | 7.0 | .5  | .4  | 1.1 | 8.9  |
| 2009–10  | POR    | 21  | 21 | 23.9 | .605 | —   | .766 | 8.5 | .9  | .4  | 2.3 | 11.1 |
| 2013–14  | MIA    | 23  | 6  | 9.2  | .551 | —   | .565 | 2.3 | .0  | .3  | .6  | 2.9  |
| 通算     | 通算   | 105 | 66 | 19.3 | .574 | —   | .658 | 6.2 | .5  | .4  | 1.2 | 8.0  |

#### プレーオフ
| シーズン | チーム | GP | GS | MPG  | FG%  | 3P% | FT%  | RPG | APG | SPG | BPG | PPG |
| -------- | ------ | -- | -- | ---- | ---- | --- | ---- | --- | --- | --- | --- | --- |
| 2009     | POR    | 6  | 0  | 16.0 | .524 | —   | .667 | 4.3 | .0  | .3  | .8  | 5.0 |
| 2014     | MIA    | 3  | 0  | 2.3  | .000 | —   | —    | .3  | .3  | .3  | .0  | .0  |
| 通算     | 通算   | 9  | 0  | 11.4 | .524 | —   | .667 | 3.0 | .1  | .3  | .6  | 3.3 |

### CBA
| シーズン | チーム | GP | GS | MPG  | FG%  | 3P% | FT%  | RPG  | APG | SPG | BPG | PPG  |
| -------- | ------ | -- | -- | ---- | ---- | --- | ---- | ---- | --- | --- | --- | ---- |
| 2015–16  | 江蘇   | 25 | 2  | 26.8 | .538 | —   | .526 | 12.6 | .5  | .6  | 2.0 | 13.0 |
| 通算     | 通算   | 25 | 2  | 26.8 | .538 | —   | .526 | 12.6 | .5  | .6  | 2.0 | 13.0 |